# Obi (recipient)
Un obi és un recipient de pedra o de fusta, soca buidada o clot fet a terra, que pot ser emprat com a abeuradora o com a menjadora de porcs, a les gallines o altre bestiar, o com a rentamans o, en general, per a contenir alguna cosa. També es refereix a un cossiol amb aigua, que tenen els gerrers, teulers i rajolers, per treure's el fang de les mans i rentar-se (Llucmajor), o a un dipòsit d'aigua damunt el qual roda la mola d'esmolar, i que serveix per a refrescar la mola quan s'escalfa massa.
Etimològicament ve del llatí "albĕu" variació del clàssic "alvĕus", ‘canal', ‘pica de fusta per a donar menjar als animals' («alveus ad hordeum ministrandum equis». Algunes formes arcaiques i dialectals com albi, olbi, oubi, que encara conserven l'element fonètic corresponent a la "l" de alvĕu.